# (32927) 1995 OY3
1995 OY3 (asteroide 32927) é um asteroide da cintura principal. Possui uma excentricidade de 0.20436070 e uma inclinação de 1.17471º.
Este asteroide foi descoberto no dia 22 de julho de 1995 por Spacewatch em Kitt Peak.